# Dagon
Dagon (feničansko 𐤃𐤂𐤍, latinizirano: Dāgūn, hebrejsko דָּגוֹן, latinizirano: Dāgōn) ali Dagan (sumersko 𒀭𒁕𒃶, latinizirano: dda-gan) je bil staro mezopotamsko in kanaansko božanstvo. Zdi se, da so ga kot boga plodnosti častili v Ebli, Asiriji in Ugaritu in med Amoriti.
Hebrejska Biblija ga omenja kot nacionalnega boga Filistejcev. Biblija omenja tudi templje v Ašdodu in drugod v Gazi.
Dolgoletna povezava s kanaansko besedo za "ribo" (v hebrejščini דג, Tib. / Dɔːg /), ki morda sega v železno dobo, in motivi mermanov/tritonov  v asirski umetnosti so privedli do razlage, da je bil bog rib. Ime boga izhaja iz korena * dgn - 'biti oblačen', kar pomeni, da je bil prvotno bog vremena. Njegova povezanost z oblaki in z njimi povezanim dežjem kaže na njegovo vlogo boga poljedelstva.

## Ime
Dagonovo ime je v ugaritščini zapisano kot Dgn (Dagnu ali Daganu) in akadščini kot Dagana.
Po pisanju Filona iz Biblosa je feničanski avtor Sanhuniaton razložil, da Dagan pomeni "zrno" (siton). V nadaljevanju Sanhuniaton razlaga: "Dagon se je potem, ko je odkril zrno in plug, imenoval Zevs Arotrios". Beseda arotrios pomeni "orač" ali "kar se nanaša na kmetijstvo" (iz grškega ἄροτρον, plug).
Teorija, ki povezuje Daganovo ime s hebrejsko besedo, ki pomeni "riba",  temelji zgolj na branju 1. Samuelove 5: 2–7.

## Staroveški Bližnji vzhod

### Bronasta doba
Bog Dagon se prvič pojavi približno 2500 let pr. n. št. v marijskih besedilih in amoritskih osebnih imenih, v katerih so bili še posebej pogosti mezopotamski bogovi Ilu (Ēl), Dagan in Adad. 
V Ebli (Tell Mardih) je bil Dagan najmanj od leta 2300 pr. n. št. najvišji bog mestnega panteona, v katerem je bilo kakšnih 200 božanstev. Naslavljali so ga BE-DINGIR-DINGIR, "gospodar bogov" in Bekalam, "gospodar fežele". Njegova žena je bila znana samo kot Belatu, "gospa". Oba so častili v velikem tampeljskem kompleksu  E-Mul (Hiša zvezd). V Ebli sta se po njem imenovali ena od mestnih četrti in ena od mestnih vrat. Imenovali so ga ti-lu ma-tim, "rosa zemlje" in Be-ka-na-na, kar morda pomeni  "Gospodar Kanaana". Za mestega zavetnika so ga imeli v več mestih: Tuttul, Irim, Ma-Ne, Zarad, Uguaš, Sivad in Sipišu.
Dagan je priložnostno omenjen tudi v zgodnjih sumerskih besedilih, pomemben pa je postal šele v kasnejših asirsko-babilonskih napisih kot močan in bojevit zaščitnik, včasih izenačen z Enkijem. V nekaterih virih je kot Daganova žena omenjena boginja Šala, ki je včasih omenjena tudi kot Hadadova žena in poistovetena z boginjo Ninmah. V drugih besedilih je kot Dagonova žena omenjena Išara. V uvodu v slavni Haburabijev zakonik Hamurabi sam sebe imenuje "osvajalec naselij ob Evfratu s pomočjo Dagana, njegovega stvarnika". Opis Naram-Sinove odprave na Cedrovo goro pravi: "Naram-Sin je posekal  Armana in Iblo z orožjem boga Dagana, ki je povečal njegovo kraljestvo".
Zanimiva zgodnja omemba Dagana je v pismu marijskemu kralju Zimri-Limu iz 18. stoletja pr. n št., ki ga je napisal Itur-Asduu, dvorni uradnik in guverner Nahurja (svetopisemski Nahor). Pismo je povezano s sanjami "moža iz Šake", v katerih se je pojavil Dagan. V sanjah Dagan ošteva Zimri-Lima, ker ni podredil kralja Jaminitov in Daganu v Terki ni poslal poročila o svojih dejanjih. Dagan obljublja, da bo potem, ko bo Zimri-Lim to storil: "Kralje Jaminitov spekel na ribiškem ražnju in jih položil predenj".
V Ugaritu je imel Dagon okoli leta 1300 pr. n. št velik tempelj in za bogom očetom in Elom in pred Baal Sapanom (Hadadom) zasedal tretje mesto v mestnem panteonu. V Ugaritu so Dagona včasih istovetili z Elom in ga imeli za očeta boga Baala. Zdi se, da je bil Dagon eden od "sedemdesetih sinov Ela in Athirate", ki je kasneje rodil Hadada (Baala). Slednji se je sčasoma poskušal na silo postaviti na  drugo mesto v Elovem panteonu, vendar mu to ni uspelo.
Dagan je bilo včasih tudi osebno ime mezopotamskih vladarjev. V predbabilonski Isinski dinastiji sta bila Dagana dva kralja: Idin-Dagan (okoli 1953–1935 pr. n. št.) in Išme-Dagan (okoli 1782–1742 pr. n. št). Išme-Dagana sta bila tudi dva asirska kralja: Išme-Dagan I. (okoli 1782–1742 pr. n. št.) in Išme-Dagan II. (okoli 1610–1594  pr. n. št.)

### Železna doba
Napisi na stelah asirskega kralja Ašurbanipala II. omenjajo Ašurbanipala kot izbranca bogov Anuja in Dagana. V asirski pesnitvi je Dagan ob Nergal in Mišarju prikazan kot sodnik mrtvih v podzemnem svetu. V kasnejših babilonskih besedilih je prikazan kot ječar sedmih otrok boga Emešare v ječi podzemnega sveta. 
Feničanski napis na sarkofagu sidonskega kralja Ešmunazarja (5. stoletje pr. n. št.) pravi: "Poleg tega nam je Gospod kraljev podaril Dor in Jaffa Jopo, mogočni deželi Dagona, ki sta na ravnici Šaron, v skladu s pomembnimi dejanji, ki sem jih storil."
Sanhuniaton je Dagana imel za brata boga Kronosa in sina boga neba Urana in boginje zemlje Gaje in ne za Hadadovega očeta. Hadad (Demarus) je bil sin Neba in njegove priležnice, preden je Nebo kastriral njegov sin El. Nosečo priležnico je nato dal Daganu. Po tej različici je bil Dagon Hadadov polbrat in hkrati očim. 
Bizantinski leksikon Ἐτυμολογικὸν Μέγα (Etymologicum Magnum) omenja Dagona kot feničanskega Kronosa.

## Hebrejska Biblija
V Hebrejski Bibliji je Dagon bog predvsem Filistejcev. Njegova templja sta bila V  Bet-Dagonu na ozemlju plemena Ašer (Jozuet 19.27) in v Gazi (Sodniki 16.23). V 1. Samuelovi 5: 2–7 in 1. Makabejski 10,83 in 11,4 je omenjen tudi tempelj v Ašdodu. Glava kralja Savla je bila po njegovi smrti na ogled v Dagonovem templju (1. Kroniška 10: 8–10). V Judeji je bilo mesto, imenovano Bet-Dagon (Jozuet 15.41).
Z Dagonom je povezanih več krajevnih imen. Jožef Flavij, judovski zgodovinar iz 1. stoletja n. št., omenja mesto z imenom Dagon nekje nad Jerihonom. Sveti Hieronim omenja mesto Kaferdago med Diospolisom (Lod) in Džamnijo. Obstaja tudi sodobno mesto Beit Dejan jugovzhodno od Nablusa. Nekaj teh krajevnih imen je verjetno povezanih z žitom in ne z bogom.
V 1. Samuelovi knjigi 5.2–7 je opis, kako so Filistejci zaplenili skrinjo zaveze in jo odnesli v Dagonov tempelj v Ašdodu. Naslednje jutro so Ašdoditi našli podobo Dagona, ležečo pred skrinjo zaveze. Podobo so postavili pokonci, a so jo naslednje jutro ponovno našli ležečo pred skrinjo, tokrat z odsekano glavo in rokami.  Besedilo v nadaljevanju pravi, da potem "do danes" niti svečeniki niti kdo drug ni stopil na Dagonov miptan (čez prag ali na podij) v Ašdodu. Zgodba je na freskah sinagoge Dura-Europos upodobljena kot nasprotje upodobitvi  velikega svečenika Arona in Salomonovega templja.

## Marnas
Hagiografija Porfirija iz Gaze omenja velikega boga Gaze Marnasa (aremejsko Marnā, "Gospod"), ki je bil bog dežja in žita in priprošnjik proti lakoti. Marna je bil v Hadrijanovem obdobju upodobljen tudi na kovancih. V Gazi so ga enačili s Kretskim Zvsom (Zeus Krētagenēs). Zgleda, da je bil Marnas helenistični vidik Dagona. Njegov tempelj Marneion, zadnje preživelo veliko kultno središče poganstva, je na cesarjev ukaz leta 402 požgal Cinegij  med preganjanjem poganov v poznem Rimskem cesarstvu. Stopanje po tlakovanih tleh požganega svetišča je bilo prepovedano. Tlakovce so kristjani kasneje  uporabili za tlakovanje javne tržnice.
Prva knjiga Etiopskih Makabejcev (12:12), napisana nekje v 4. stoletju, omenja, da je bil kult boga Dagana takrat še živ.

## Izročilo boga-ribe
Etimologija "ribe" je bila sprejeta proti koncu 19. in na začetku 20. stoletja, kar je privedlo do povezave z motivom mermana (sirena) v asirski in feničanski umetnosti in likom babilonskega Oanesa (grško Ὡάννης), ki ga omenja Berosos v 3. stoletju pr. n. št.
V etimologijo "ribe" je prvi podvomil Schmökel (1928), ker Dagan izvirno ni bil bog rib. Če bi to bil, bi bila njegova ikonografija med pomorskimi Kanaanci (Feničani) povsem drugačna. Fontenrose je kljub temu še vedno trdil, da je bil Berososov Odakon, delno človek in delno riba, verjetno popačena različica Dagona. 
Obdobje Rimskega cesarstva
Številni materialni in literarni viri kažejo, da je bil Marnasov kult povezan s starodavnim mestom Gaza  v vzhodnem Sredozemlju v današnji Palestini. Po pisanju Taca Terpstre je Marnas  v pisnih virih opisan kot "bog neba, ki se je ukvarjal tudi s prerokovanjem".  Stari avtorji ga enačijo s Kretskim Zevsom, vendar se zdi, da gre za enačenje iz helenističnega obdobje.
Upodobitve Marnasa na kovancih so neskladne. Na nekaterih je upodobljen gol in bradat kot Zevs, na drugih pa sedi na prestolu ali pa stoji in v rokah drži strelo. Na nekaterih je upodobljen z lokom v roki, stoječ na podstavku pred ženskim božanstvom. Ne glede na raznolikost kovancev njihova številčnost kaže, da so ga prebivalci Gaze zelo cenili in ga povezovali s svojim mestom. Čezmorski trgovci iz Gaze so se njegovega kulta držali še v 5. stoletju n. št.
Krščanska književnost
V krščanski književnosti je Marnas omenjen v delih učenjaka in teologa Hieronima iz 4. stoletja n. št. V več zgodbah v Življenju sv. Hilarija, napisanem okoli leta 390, svetnik obsoja svoje privržence kot malikovalce in "božje sovražnike". 
Nasilno razpoloženje proti Marnasovemu kultu in uničenje njegovega templja v Gazi opisuje Mark Diakon v svojem spisu o življenju svetnika Porfirija iz Gaze v začetku 5. stoletja (Vita Porphyri). Po uničenju Marnasovega templja je Mark Diakon preko cesarjeve  žene Elije Evdoksije zaprosil bizantinskega cesarja Arkadija, naj uniči vse poganske templje v Gazi. Njegovi prošnji so sčasoma ugodili. Po uničenju vseh templjev je Porfirij s finančno in drugačno pomočjo cesarice Evdoksije na ruševinah Marnasovega templja zgradil cerkev.